# Toreador

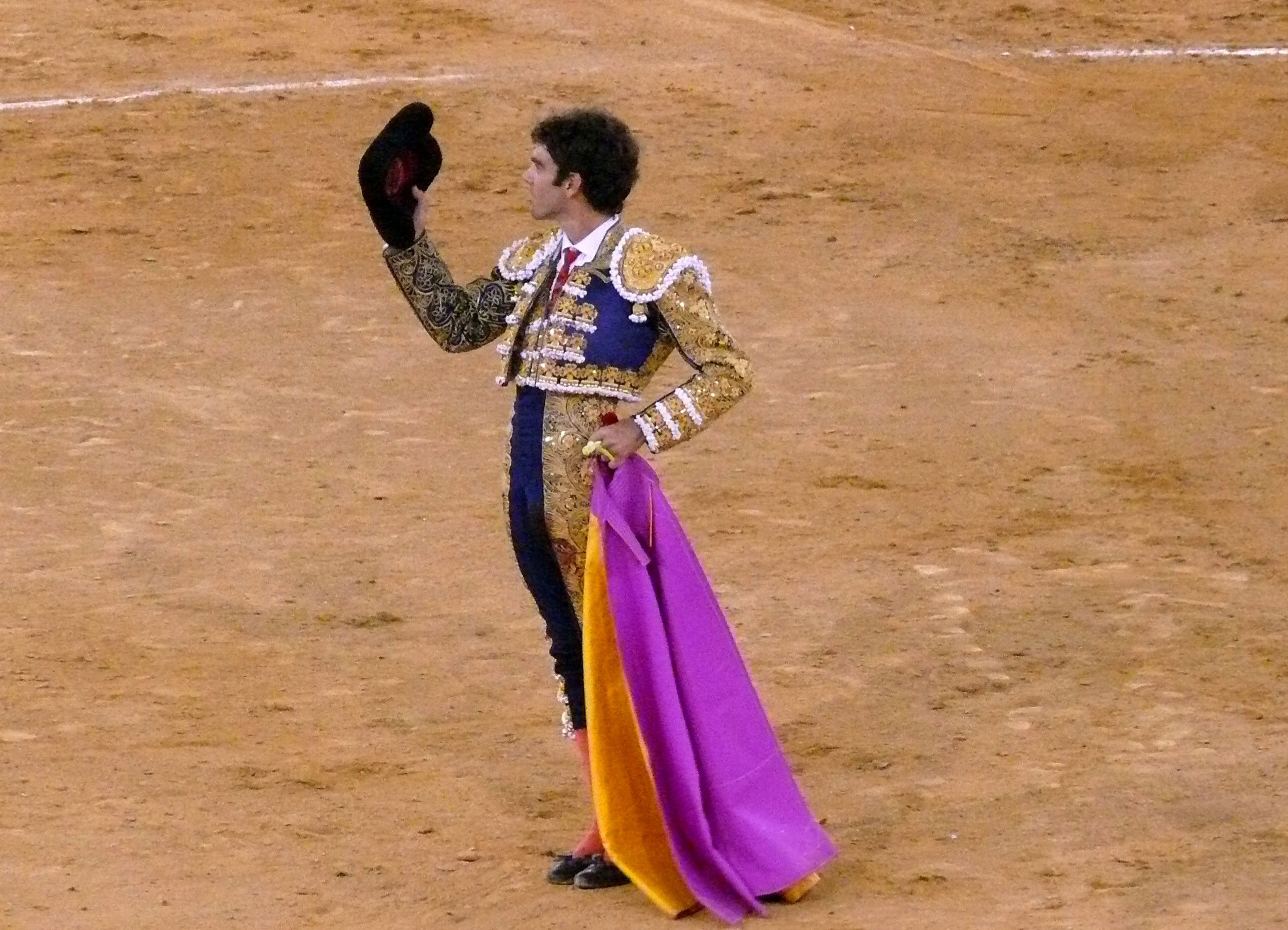
Torero José Tomás zdraví publikum v Almeríi

Toreador v češtině označuje zápasníka s býky obecně. Ve španělštině je tímto slovem posměšně označován zápasník s býky na jihu Francie, pro zápasníka s býky španělština používá výraz torero.

## Popis
Při tradičních býčích zápasech je přítomno šest toreros, dva na koních s kopími, tři s bandarillami (ozdobnými oštěpy), které zapichují do býkova týla a šíje, a nakonec ten s muletou (červenou plachtou) a mečem, kterým býka zabíjí. Posledně jmenovaný torero (který de facto býka zabije – úlohou ostatních je býka oslabit) se nazývá matador (španělsky „matar" – „zabít"). Pokud je býk neobyčejně houževnatý či prokáže velkou odvahu, mohou diváci mávat bílými šátky a býk může být ušetřen. Pokud je matador dosti dobrý, může si odnést jako trofej např. kopyto, oháňku, nebo jinou část zabitého býka.